# Heinrich Matthias von Thurn

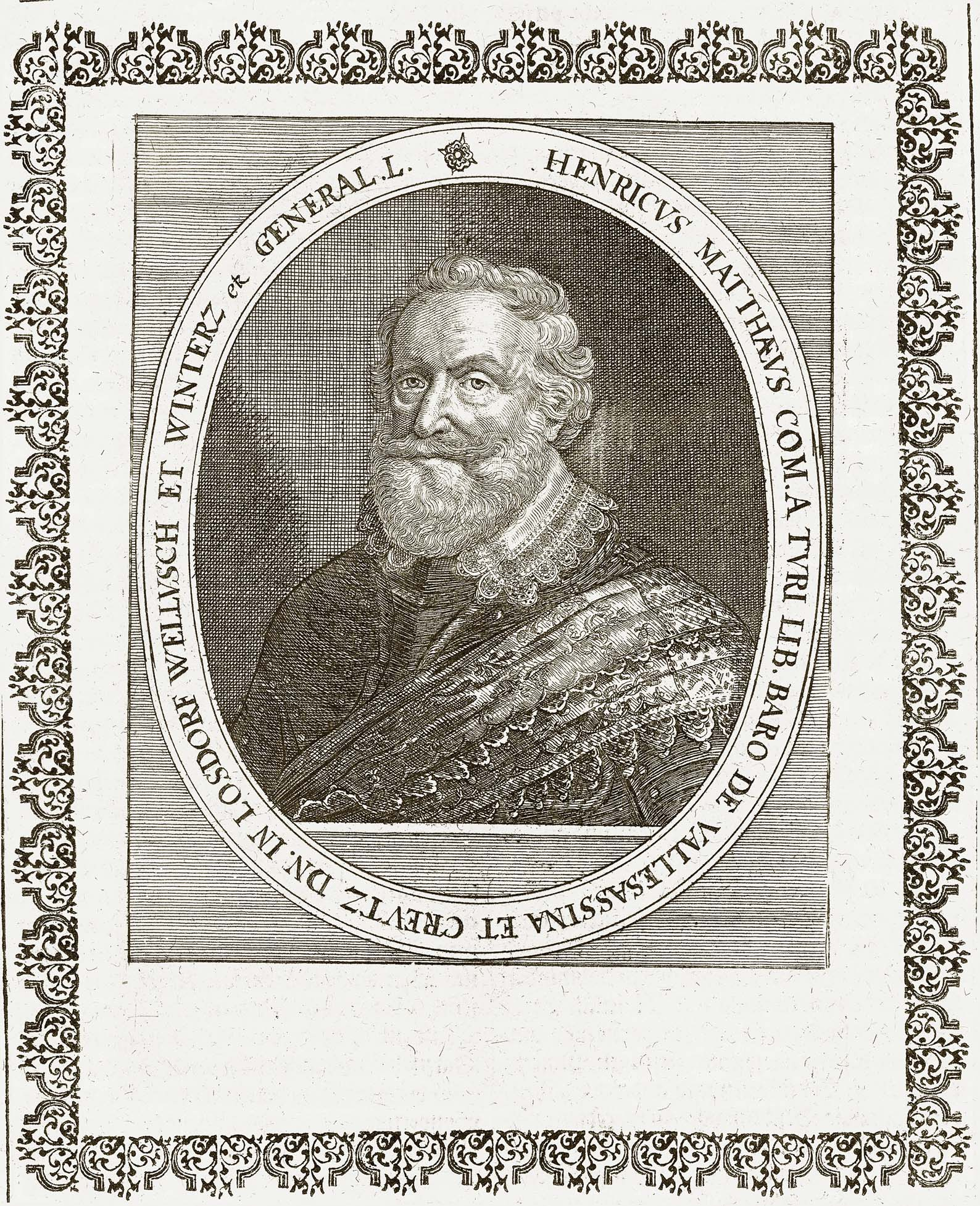
Heinrich Matthias von Thurn.

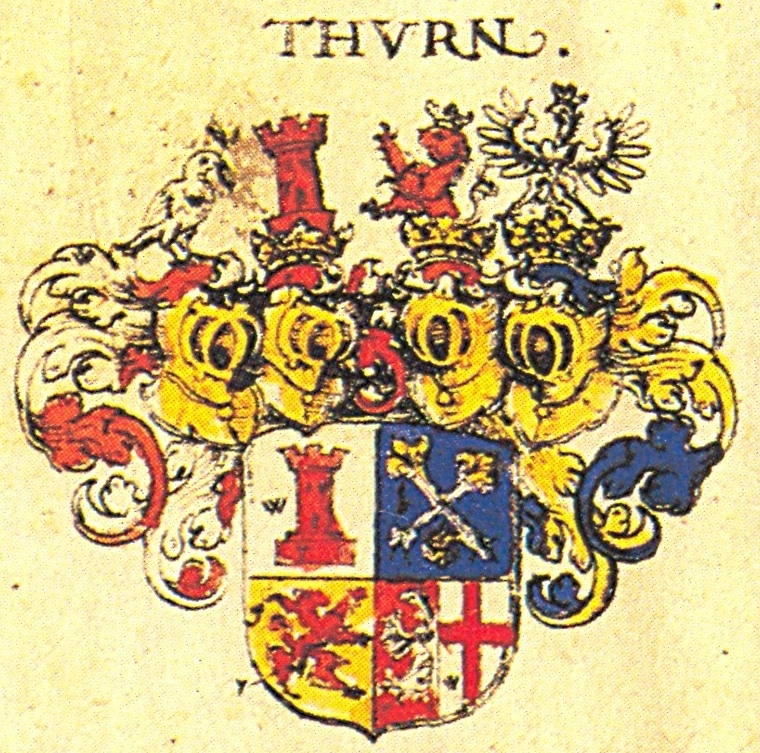
Vapen för grevliga ätten von Thurn i Österrike. Siebmachers Wappenbuch, 1605.

Heinrich Matthias von Thurn (tjeckiska: Jindřich Matyáš Thurn), född den 14 februari 1567 i Lipnitz i Böhmen, död den 26 januari 1640, var en böhmisk adelsman, ledare i motståndet mot kejsaren Rudolf II och händelserna som utlöste trettioåriga kriget, samt svensk diplomat och militär.

## Biografi
Under åren 1584-1586 genomförde von Thurn flera långa resor i Asien och Afrika varefter han år 1588 gick i kejserlig krigstjänst. Han vann stort anseende och flera utmärkelser och befordrades till krigshovråd och år 1601 till överste. Hans förhållande med kejsarhuset stördes då han, sedan han år 1606 förvärvat en egendom i Böhmen, anslöt sig till den protestantiska oppositionen där och tog ledningen vid upproret mot kejsaren Rudolf II. Han utsågs, som ständernas generallöjtnant, till högste befälhavare vid upproret. Upproret krävde kejsarens fullständiga kapitulation och von Thurn valdes till en av de "defensorer", som skulle vårda ständernas rättigheter enligt överenskommelsen i det majestätsbrev som kejsaren utfärdade. Vid brytningen mellan kejsaren Rudolf och dennes broder Mattias år 1611 valde von Thurn den senares parti och återvann därigenom för en tid förtroende hos hovet, bland annat bekräftades hans överstegrad och han erhöll borggreveskap över Karlstein. Han kvarstod dock som oppositionsledare och föll därför på nytt i onåd och måste mot sin vilja lämna borggreveskapet.
Von Thurn spelade en framträdande roll vid de beryktade våldsscenerna i Prag i maj 1618, vilka orsakade trettioåriga krigets utbrott, och tog därefter så som ständernas generallöjtnant en ledande roll i organiseringen av upprorsarmén liksom i de första framgångsrika striderna. År 1619 fick han med Mähren i upproret och ryckte fram mot Wien och knöt de förbindelser som ledde till att den ungerske kungen Gábor Bethlen inträdde i kriget mot kejsaren. Sedan Fredrik av Pfalz bestigit tronen förlorade von Thurn högsta befälet och förenade han sig i spetsen för de mähriska trupperna - han var nu de mähriska ständernas generallöjtnant - med Gábor Bethlen och trängde för andra gången fram mot Wien. Han lyckades dock inte tvinga den underlägsna fienden till ett avgörande slag. Han belönades med att återfå borggreveskapet. Trots att han följande år befordrades till fältmarskalk och generalfältmarskalk, saknade han egentligt inflytande på högsta krigsledningen och hade därmed inget ansvar för de operationer som slutade med nederlaget på Vita berget år 1620. Dödsdömd och landsförvisad flydde han till Gábor Bethlen för att fortsätta sin oförsonliga kamp mot habsburgska huset, vilken kom att fortgå under resten av hans liv. Sedan Siebenbürgen 1622 slutit fred med kejsaren var det framför allt von Thurn som förmådde Gábor Bethlen att redan följande år tillsammans med turkarna förnya kriget. Resultatet blev dock en missräkning för von Thurn och han fick inte något tillfälle att återuppta striden. Han begärde därför år 1627 avsked och gick samma år i dansk tjänst, vilket medförde ständiga motgångar mot Tilly och Wallenstein. Det var först sedan han anslutit sig till Gustav II Adolf som han fick uppleva den efterlängtade segern.
I Sverige, där sonen Frans Bernhard redan var väl aktad genom militära förtjänster, mottogs han välvilligt och efter deltagande i striderna i Preussen år 1628 befordrades han 1629 till generallöjtnant och erhöll den 14 november samma år fullmakt som guvernör över Ingermanland. Han ägnade sig dock inte åt den förvaltningen, utan han följde med Gustav II Adolf till Tyskland år 1630. Försommaren 1631 var han sändebud i Berlin. Han spelade en stor roll i den hemliga diplomatin och bidrog till att kurfurstendömet Sachsen och Brandenburg anslöt sig till Sverige. Han knöt förbindelser med Siebenbürgens furste Georg I Rákóczy och var djupt inblandad i försöken att vinna över Wallenstein för en fred. Efter slaget vid Breitenfeld år 1631 motarbetades han av Johann Georg von Arnim och deltog i det misslyckade försöket att avsätta denne. Vid slaget vid Lützen skadades von Thurn och Axel Oxenstierna sände honom därefter som befälhavare över en svensk kår till Schlesien för att samverka med och övervaka von Arnim. I slaget vid Steinau den 11 oktober (n.s.) 1633 led han ett stort nederlag mot Wallenstein och togs tillfånga. Då han var djupt involverad i förhandlingarna med Wallenstein släppte denne honom fri och förhandlingarna fortsatte fram till mordet på Wallenstein år 1634. Därefter drog von Thurn sig tillbaka till Sverige och bosatte sig år 1636 hos sin sonhustru i sonsonens grevskap Pernau. År 1635 blev han själv svensk greve. År 1636 gav han ut en försvarsskrift med anledning av det kejserliga hovets försök att rättfärdiga mordet på Wallenstein. 
Han avled 1640 och begravdes i Tallinns domkyrka. Von Thurn nämns ofta i litteraturen om trettioåriga kriget, i synnerhet beträffande Wallenstein-frågan.